# Kościół Matki Chrystusa i św. Jana Apostoła i Ewangelisty w Strzelinie
Kościół Matki Chrystusa i św. Jana Apostoła i Ewangelisty w Strzelinie – rzymskokatolicki kościół parafii Matki Chrystusa i św. Jana Apostoła i Ewangelisty i jednocześnie świątynia parafii ewangelicko-reformowanej w Strzelinie. Mieści się przy ulicy Staromiejskiej.

## Historia
Kościół został wybudowany zapewne na przełomie XIII i XIV wieku, ale po raz pierwszy w dokumentach pojawił się w roku 1316. Kościół nosił wtedy wezwanie Najświętszej Maryi Panny. W następnych latach był poddany przebudowom. Od roku 1750 do czasów nowożytnych służył sporej grupie uchodźców z Czech wyznania ewangelicko-reformowanego, osiadłym we wsiach Gęsiniec i Gościęcice. Dlatego nazywany był „kościołem braci czeskich”.
Po II wojnie światowej coraz bardziej popadał w ruinę. Nabożeństwa dla małej grupy wiernych odbywały się już tylko w bocznej kaplicy świątyni. W połowie lat 80. XX wieku doszło do ugody między parafią rzymskokatolicką a parafią kościoła ewangelicko-reformowanego w sprawie przekazania kościoła. Świątynia została odbudowana w latach 1983–1987. Uroczyście poświęcona 17 czerwca 1987 roku. Od tej chwili kościół nosi wezwanie Matki Chrystusa i św. Jana Ewangelisty. Zgodnie z umową ewangelicy odprawiają nabożeństwa w bocznej kaplicy świątyni.